# Spasim
『Spasim』（"space simulation"の略）は32-プレイヤー対戦型、3D描写、ネットワーク化されていた初期のコンピュータゲームである。惑星系ごとに最大8プレイヤーが参加でき、4つの惑星系からなっていた。Jim Boweryにより作成され、1974年3月に公開された。Jim Boweryは、これはまさしく最初の3Dマルチプレイヤーゲームであり、Spasimより遡る3Dマルチプレイヤー仮想現実ゲームの例の記録を示すことができた人にはUS $500を報償すると主張している。Spasimでは、プレイヤーは宇宙空間を流れ、それぞれのプレイヤーはワイヤーフレームの宇宙船として表示されていた。各プレイヤーの位置は毎秒アップデートされる。
このゲームはPLATOネットワーク上でプレイされ、以前のPLATO宇宙マルチプレイヤーゲームEmpireに強く影響されていた。PLATOネットワーク上の後の3Dマルチプレイヤーゲームとしては、Brand Fortnerによるairfightに進化し、NW大学のJohn Edo HaefeliによるPantherにつながることになるen:Silas Warnerによるairaceがある。Atari, Inc はPLATOアカウントを持っていた。airfightがSublogicのMicrosoft Flight Simulatorにつながったのに対して、PantherはBattlezoneの起源であると言われている。また、Pantherはより洗練されたPanzerへとアメリカ陸軍によって開発されることになる。